# UCI Europe Tour
El UCI Europe Tour es una de las competiciones de ciclismo en ruta masculino en la que está dividida los Circuitos Continentales UCI. Como indica su nombre, hace referencia a las competiciones ciclistas profesionales realizadas en Europa que están dentro de estos Circuitos Continentales así como a los equipos ciclistas UCI ProTeam (segunda categoría) y Continentales (tercera categoría) registrados en dicho continente.
La calidad y complejidad de las competiciones es lo que determina la categoría de la misma y la cantidad de puntos otorgados a los ganadores. Las categorías de la UCI por nivel que se disputan en este "Tour" son:
- Pruebas de etapas: 2.1, 2.2 y 2.NCup
- Pruebas de un día: 1.1 y 1.2
- Campeonatos Continentales: CC

Más los campeonatos nacionales que también son puntuables aunque no estén en el calendario.

## Palmarés

### Individual
| Palmarés individual UCI Europe Tour | Palmarés individual UCI Europe Tour                   | Palmarés individual UCI Europe Tour         | Palmarés individual UCI Europe Tour                 | Palmarés individual UCI Europe Tour |
| Edición                             | Ganador individual (equipo del ganador)               | Segundo (equipo del segundo)                | Tercero (equipo del tercero)                        |                                     |
| ----------------------------------- | ----------------------------------------------------- | ------------------------------------------- | --------------------------------------------------- | ----------------------------------- |
| 2005                                | Murilo Fischer (Naturino-Sapore di Mare)              | Stefan Van Dijk (Mr.Bookmaker-Sports Tech)  | Niko Eeckhout (Chocolade Jacques-T Interim)         |                                     |
| 2005-2006                           | Niko Eeckhout (Chocolade Jacques-Topsport Vlaanderen) | Danilo Hondo (Lamonta)                      | Rinaldo Nocentini (Acqua & Sapone)                  |                                     |
| 2006-2007                           | Alessandro Bertolini (Serramenti PVC Diquigiovanni)   | Luca Mazzanti (Ceramica Panaria-Navigare)   | Martijn Maaskant (Rabobank)                         |                                     |
| 2007-2008                           | Enrico Gasparotto (Barloworld)                        | Stefano Garzelli (Acqua & Sapone)           | Mikhaylo Khalilov (Ceramica Flaminia-Bossini Docce) |                                     |
| 2008-2009                           | Giovanni Visconti (ISD-Neri)                          | Kenny Van Hummel (Skil-Shimano)             | Jimmy Casper (Besson Chaussures-Sojasun)            |                                     |
| 2009-2010                           | Giovanni Visconti (ISD-Neri)                          | Stefan Van Dijk (Verandas Willems)          | Riccardo Riccò (Vacansoleil)                        |                                     |
| 2010-2011                           | Giovanni Visconti (Farnese Vini-Neri Sottoli)         | Yauheni Hutarovich (FDJ)                    | Davide Rebellin (Miche-Guerciotti)                  |                                     |
| 2011-2012                           | John Degenkolb (Argos-Shimano)                        | Marcel Kittel (Argos-Shimano)               | Jonathan Tiernan-Locke (Endura Racing)              |                                     |
| 2012-2013                           | Riccardo Zoidl (Gourmetfein-Simplon)                  | Bryan Coquard (Europcar)                    | Davide Rebellin (CCC Polsat Polkowice)              |                                     |
| 2013-2014                           | Tom Van Asbroeck (Topsport Vlaanderen-Baloise)        | Sonny Colbrelli (Bardiani CSF)              | Davide Rebellin (CCC Polsat Polkowice)              |                                     |
| 2015                                | Nacer Bouhanni (Cofidis)                              | Edward Theuns (Topsport Vlaanderen-Baloise) | Dimitri Claeys (Verandas Willems)                   |                                     |
| 2016                                | Baptiste Planckaert (Team Katusha)                    | Timothy Dupont (Verandas Willems)           | Sonny Colbrelli (Bardiani CSF)                      |                                     |
| 2017                                | Nacer Bouhanni (Cofidis)                              | Jasper De Buyst (Lotto Soudal)              | André Greipel (Lotto Soudal)                        |                                     |
| 2018                                | Hugo Hofstetter (Cofidis)                             | Pascal Ackermann (Bora-Hansgrohe)           | Timothy Dupont (Wanty-Groupe Gobert)                |                                     |
| 2019                                | Primož Roglič (Jumbo-Visma)                           | Julian Alaphilippe (Deceuninck-Quick Step)  | Jakob Fuglsang (Astana)                             |                                     |
| 2020                                | Primož Roglič (Jumbo-Visma)                           | Tadej Pogačar (UAE Emirates)                | Wout van Aert (Jumbo-Visma)                         |                                     |
| 2021                                | Tadej Pogačar (UAE Emirates)                          | Wout van Aert (Jumbo-Visma)                 | Primož Roglič (Jumbo-Visma)                         |                                     |
| 2022                                | Tadej Pogačar (UAE Emirates)                          | Wout van Aert (Jumbo-Visma)                 | Remco Evenepoel (Quick-Step Alpha Vinyl             |                                     |
| 2023                                | Tadej Pogačar (UAE Emirates)                          | Jonas Vingegaard (Jumbo-Visma)              | Remco Evenepoel (Quick-Step Alpha Vinyl             |                                     |
| 2024                                | Tadej Pogačar (UAE Emirates)                          | Remco Evenepoel (Quick-Step Alpha Vinyl     | Jasper Philipsen (Alpecin-Deceuninck)               |                                     |
| 2025                                | ( )                                                   | ( )                                         | ( )                                                 |                                     |

### Equipos
| Palmarés equipos UCI Europe Tour | Palmarés equipos UCI Europe Tour | Palmarés equipos UCI Europe Tour | Palmarés equipos UCI Europe Tour | Palmarés equipos UCI Europe Tour |
| Edición                          | Ganador                          | Segundo                          | Tercero                          |                                  |
| -------------------------------- | -------------------------------- | -------------------------------- | -------------------------------- | -------------------------------- |
| 2005                             | Ceramica Panaria-Navigare        | Ag2r Prévoyance                  | Comunidad Valenciana             |                                  |
| 2005-2006                        | Acqua & Sapone-Caffè Mokambo     | Unibet.com                       | Omnibike Dynamo Moscow           |                                  |
| 2006-2007                        | Rabobank Continental             | Barloworld                       | Ceramica Panaria-Navigare        |                                  |
| 2007-2008                        | Acqua & Sapone-Caffè Mokambo     | Barloworld                       | LPR Brakes-Ballan                |                                  |
| 2008-2009                        | Agritubel                        | Vacansoleil                      | Liberty Seguros Continental      |                                  |
| 2009-2010                        | Vacansoleil                      | Saur-Sojasun                     | ISD-Neri                         |                                  |
| 2010-2011                        | FDJ                              | Skil-Shimano                     | Colnago-CSF Inox                 |                                  |
| 2011-2012                        | Saur-Sojasun                     | Argos-Shimano                    | Acqua & Sapone                   |                                  |
| 2012-2013                        | Europcar                         | IAM                              | Topsport Vlaanderen-Baloise      |                                  |
| 2013-2014                        | Topsport Vlaanderen-Baloise      | Wanty-Groupe Gobert              | Cofidis, Solutions Crédits       |                                  |
| 2015                             | Topsport Vlaanderen-Baloise      | Cofidis, Solutions Crédits       | Bretagne-Séché Environnement     |                                  |
| 2016                             | Wanty-Groupe Gobert              | Direct Énergie                   | Cofidis, Solutions Crédits       |                                  |
| 2017                             | Wanty-Groupe Gobert              | Cofidis                          | Androni-Sidermec-Bottecchia      |                                  |
| 2018                             | Wanty-Groupe Gobert              | Cofidis                          | Androni Giocattoli-Sidermec      |                                  |
| 2019                             | Total Direct Énergie             | Wanty-Gobert                     | Corendon-Circus                  |                                  |
| 2020                             | Alpecin-Fenix                    | Arkéa Samsic                     | Circus-Wanty Gobert              |                                  |
| 2021                             | Alpecin-Fenix                    | Arkéa Samsic                     | TotalEnergies                    |                                  |
| 2022                             | Alpecin-Deceuninck               | Arkéa Samsic                     | TotalEnergies                    |                                  |
| 2023                             | Lotto Dstny                      | Israel-Premier Tech              | Uno-X Pro Cycling Team           |                                  |
| 2024                             | Lotto Dstny                      | Israel-Premier Tech              | Uno-X Pro Cycling Team           |                                  |
| 2025                             | Bandera de ?                     | Bandera de ?                     | Bandera de ?                     |                                  |

### Países
| Palmarés países UCI Europe Tour | Palmarés países UCI Europe Tour | Palmarés países UCI Europe Tour | Palmarés países UCI Europe Tour | Palmarés países UCI Europe Tour |
| Edición                         | Ganador                         | Segundo                         | Tercero                         |                                 |
| ------------------------------- | ------------------------------- | ------------------------------- | ------------------------------- | ------------------------------- |
| 2005                            | Italia                          | España                          | Países Bajos                    |                                 |
| 2005-2006                       | Italia                          | Alemania                        | Bélgica                         |                                 |
| 2006-2007                       | Italia                          | España                          | Países Bajos                    |                                 |
| 2007-2008                       | Italia                          | España                          | Países Bajos                    |                                 |
| 2008-2009                       | Italia                          | Francia                         | España                          |                                 |
| 2009-2010                       | Italia                          | Francia                         | España                          |                                 |
| 2010-2011                       | Italia                          | Francia                         | Países Bajos                    |                                 |
| 2011-2012                       | Italia                          | Francia                         | Alemania                        |                                 |
| 2012-2013                       | Francia                         | Italia                          | Bélgica                         |                                 |
| 2013-2014                       | Italia                          | Bélgica                         | Francia                         |                                 |
| 2015                            | Italia                          | Bélgica                         | Francia                         |                                 |
| 2016                            | Bélgica                         | Italia                          | Francia                         |                                 |
| 2017                            | Francia                         | Italia                          | Bélgica                         |                                 |
| 2018                            | Bélgica                         | Italia                          | Francia                         |                                 |
| 2019                            | Bélgica                         | Italia                          | Países Bajos                    |                                 |
| 2020                            | Francia                         | Eslovenia                       | Bélgica                         |                                 |
| 2021                            | Bélgica                         | Eslovenia                       | Francia                         |                                 |
| 2022                            | Bélgica                         | España                          | Francia                         |                                 |
| 2023                            | Bélgica                         | Dinamarca                       | Eslovenia                       |                                 |
| 2024                            | Bélgica                         | Eslovenia                       | España                          |                                 |
| 2025                            | Bandera de ?                    | Bandera de ?                    | Bandera de ?                    |                                 |

### Países sub-23
| Palmarés países sub-23 UCI Europe Tour | Palmarés países sub-23 UCI Europe Tour | Palmarés países sub-23 UCI Europe Tour | Palmarés países sub-23 UCI Europe Tour | Palmarés países sub-23 UCI Europe Tour |
| Edición                                | Ganador                                | Segundo                                | Tercero                                |                                        |
| -------------------------------------- | -------------------------------------- | -------------------------------------- | -------------------------------------- | -------------------------------------- |
| 2005                                   | no entregado                           | no entregado                           | no entregado                           |                                        |
| 2005-2006                              | no entregado                           | no entregado                           | no entregado                           |                                        |
| 2006-2007                              | Rusia                                  | Países Bajos                           | Italia                                 |                                        |
| 2007-2008                              | Italia                                 | Francia                                | Rusia                                  |                                        |
| 2008-2009                              | Bélgica                                | Francia                                | Italia                                 |                                        |
| 2009-2010                              | Bélgica                                | Italia                                 | Países Bajos                           |                                        |
| 2010-2011                              | Italia                                 | Francia                                | Países Bajos                           |                                        |
| 2011-2012                              | Italia                                 | Países Bajos                           | Francia                                |                                        |
| 2012-2013                              | Países Bajos                           | Francia                                | Italia                                 |                                        |
| 2013-2014                              | Países Bajos                           | Bélgica                                | Dinamarca                              |                                        |
| 2015                                   | Italia                                 | Países Bajos                           | Dinamarca                              |                                        |
| 2016                                   | Italia                                 | Francia                                | Bélgica                                |                                        |
| 2017                                   | Francia                                | Dinamarca                              | Bélgica                                |                                        |
| 2018                                   | Países Bajos                           | Bélgica                                | Francia                                |                                        |
| 2019                                   | Bélgica                                | Eslovenia                              | Dinamarca                              |                                        |
| 2020                                   | Eslovenia                              | Bélgica                                | Suiza                                  |                                        |
| 2021                                   | Bélgica                                | Reino Unido                            | Italia                                 |                                        |
| 2022                                   | Bélgica                                | España                                 | Francia                                |                                        |
| 2023                                   | Bélgica                                | Francia                                | España                                 |                                        |
| 2024                                   | Bélgica                                | Francia                                | Reino Unido                            |                                        |
| 2025                                   | Bandera de ?                           | Bandera de ?                           | Bandera de ?                           |                                        |

## Carreras
En el siguiente cuadro se muestran las carreras .HC (máxima categoría) a lo largo de la historia, para el resto de las competiciones véase: Carreras del UCI Europe Tour
| Carrera (nombres oficiales)                                                                                  | País      | Categoría UCI                          |
| --- | --------- | -------------------------------------- |
| Rund um Köln                                                                                                 | Alemania  | 1.HC/1.1                               |
| Rund um den Henninger Turm-Frankfurt/Eschborn-Frankfurt City Loop/Rund um den Finanzplatz Eschborn-Frankfurt | Alemania  | 1.HC                                   |
| Bayern-Rundfahrt                                                                                             | Alemania  | 2.HC                                   |
| Giro de Münsterland                                                                                          | Alemania  | 1.1/1.HC                               |
| Int. Österreich-Rundfahrt-Tour of Austria                                                                    | Austria   | 2.HC                                   |
| Omloop Het Nieuwsblad Elite                                                                                  | Bélgica   | 1.HC                                   |
| E3 Prijs Vlaanderen-Harelbeke (hasta el 2011)                                                                | Bélgica   | 1.HC (a partir del 2012 UCI WorldTour) |
| Dwars door Vlaanderen                                                                                        | Bélgica   | 1.1/1.HC                               |
| KBC-Driedaagse De Panne-Koksijde                                                                             | Bélgica   | 2.HC                                   |
| Scheldeprijs Vlaanderen                                                                                      | Bélgica   | 1.HC                                   |
| De Brabantse Pijl-La Flèche Brabançonne                                                                      | Bélgica   | 1.1/1.HC                               |
| Tour de Belgique-Ronde van België-Tour of Belgium                                                            | Bélgica   | 2.1/2.HC                               |
| Tour de Wallonie                                                                                             | Bélgica   | 2.HC                                   |
| Parijs-Brusssel-Paris-Bruxelles                                                                              | Bélgica   | 1.HC                                   |
| Gran Premio Impanis-Van Petegem                                                                              | Bélgica   | 1.2/1.1/1.HC                           |
| Post Danmark Rundt-Tour of Denmark                                                                           | Dinamarca | 2.HC                                   |
| Clásica de Almería                                                                                           | España    | 1.1/1.HC/1.1                           |
| Semana Catalana                                                                                              | España    | 2.HC                                   |
| Gran Premio Miguel Induráin                                                                                  | España    | 1.1/1.HC/1.1                           |
| Euskal Bizikleta                                                                                             | España    | 2.HC                                   |
| Vuelta a Burgos                                                                                              | España    | 2.HC                                   |
| Critérium Internacional                                                                                      | Francia   | 2.HC                                   |
| 4 Jours de Dunkerque/Tour du Nord-pas-de-Calais                                                              | Francia   | 2.HC                                   |
| Tour de Limousin                                                                                             | Francia   | 2.1/2.HC/2.1                           |
| GP de Fourmies / La Voix du Nord                                                                             | Francia   | 1.HC                                   |
| Tour de Vendée                                                                                               | Francia   | 1.HC/1.1                               |
| París-Tours (desde el 2008)                                                                                  | Francia   | 1.HC (antes UCI ProTour)               |

| Carrera (nombres oficiales)                      | País            | Categoría UCI                                       |
| ------------------------------------------------ | --------------- | --------------------------------------------------- |
| Giro d'Emilia                                    | Italia          | 1.HC                                                |
| Trofeo Laigueglia                                | Italia          | 1.1/1.HC                                            |
| Eroica/Montepaschi Strade Bianche/Strade Bianche | Italia          | 1.1/1.HC                                            |
| Gran Premio Bruno Beghelli                       | Italia          | 1.1/1.HC                                            |
| Giro de Lazio/Roma Maxima                        | Italia          | 1.HC/1.1                                            |
| Milano-Torino                                    | Italia          | 1.HC                                                |
| Giro del Piamonte                                | Italia          | 1.HC                                                |
| Coppa Placci                                     | Italia          | 1.HC/1.1                                            |
| Giro del Trentino                                | Italia          | 2.1/2.HC                                            |
| Tirreno-Adriático (solo en 2008)                 | Italia          | 2.HC (antes UCI ProTour, actualmente UCI WorldTour) |
| Tres Valles Varesinos                            | Italia          | 1.HC                                                |
| Giro del Veneto                                  | Italia          | 1.HC/1.1                                            |
| Skoda-Tour de Luxembourg                         | Luxemburgo      | 2.HC                                                |
| Tour de Noruega                                  | Noruega         | 2.2/2.1/2.HC                                        |
| Arctic Race de Noruega                           | Noruega         | 2.1/2.HC                                            |
| Veenendaal-Veenendaal/Dutch Food Valley Classic  | Países Bajos    | 1.HC/1.1                                            |
| Vuelta a Portugal                                | Portugal        | 2.HC/2.1                                            |
| Course de la Paix                                | República Checa | 2.HC                                                |
| RideLondon-Surrey Classic                        | Reino Unido     | 1.2/1.1/1.HC                                        |
| GP du canton d'Argovie                           | Suiza           | 1.HC/1.1/1.HC                                       |
| Gran Premio de Lugano                            | Suiza           | 1.1/1.HC                                            |
| Presidential Cycling Tour of Turkey              | Turquía         | 2.2/2.1/2.HC                                        |

- En rosa carreras desaparecidas.
- En amarillo carreras que no se encuentran en el UCI Europe Tour en la temporada 2015 pero si se disputan encuadrados en otros calendarios.

Cabe destacar que en la mayoría de temporadas la mayoría de estas carreras se disputan dentro del año natural (de enero a octubre) con lo que aunque la temporada se divida en 2 años en este circuito la mayoría (excepto 2-3 aisladas que ocasionalmente se disputan a finales de octubre o principios de noviembre) se disputan durante el mismo año, concretamente durante el segundo en el que se divide la temporada.

## Equipos
Un sinnúmero de equipos han formado parte de UCI Europe Tour desde la creación de este en 2005. Algunos bajaron a esta categoría luego de ser UCI WorldTeam (anteriormente UCI ProTeam) como los equipos franceses Europcar y Cofidis, o el desaparecido Geox-TMC (anteriormente Footon-Sevetto). Otros han ascendido a UCI WorldTeam como el Ag2r La Mondiale, el Vacansoleil,el Giant-Alpecin y el IAM Cycling.
De todos los equipos registrados, los equipos más importantes son los que están o han estado encuadrados en la categoría Profesional Continental, siendo estos algunos de los más destacados (los que han participado en alguna de las Grandes Vueltas o Monumentos):
| Equipo | País                 | Años                  |
| --- | -------------------- | --------------------- |
| Ag2r Prévoyance/Ag2r La Mondiale | Francia              | 2005                  |
| R.A.G.T. Sémences | Francia              | 2005                  |
| Comunidad Valenciana | España               | 2005-2006             |
| Naturino-Sapore di Mare/Aurum Hotels | Suiza/ Italia        | 2005-2007             |
| MrBookmaker-Sport Tech/Unibet.com | Bélgica/ Suecia      | 2005-2007             |
| Agritubel | Francia              | 2005-2009             |
| Barloworld | Reino Unido          | 2005-2009             |
| Team L.P.R./LPR Brakes-Ballan/LPR Brakes-Farnese Vini                                                                                          | Suiza/ Irlanda       | 2005-2009             |
| Shimano-Memory Corp/Skil-Shimano/Project 1t4i/Team Argos-Shimano                                                                               | Países Bajos         | 2005-2012             |
| Acqua & Sapone | Italia               | 2005-2012             |
| Ceramica Panaria-Navigare/CSF Group-Navigare/Colnago-CSF Inox/Bardiani Valvole-CSF Inox/Bardiani CSF                                           | Italia/ Irlanda      | 2005-2015             |
| Landbouwkrediet-Colnago/Landbouwkrediet-Tönissteiner/Landbouwkrediet-Colnago/Landbouwkrediet/Landbouwkrediet-Euphony/Crelan-Euphony            | Bélgica              | 2005-2013             |
| Chocolade Jacques-T Interim/Chocolade Jacques-Topsport Vlaanderen/Topsport Vlaanderen/Topsport Vlaanderen-Mercator/Topsport Vlaanderen-Baloise | Bélgica              | 2005-2015             |
| Grupo Nicolás Mateos/Contentpolis | España               | 2006-2009             |
| Andalucía-Paul Versan/Andalucía-CajaSur/Andalucía Caja Granada/Andalucía                                                                       | España               | 2005-2012             |
| Tinkoff Credit Systems | Italia               | 2007-2008             |
| Karpin Galicia/Xacobeo Galicia | España               | 2007-2010             |
| Veranda´s Willems/Veranda´s Willems-Accent/Accent Jobs-Willems Veranda's/Accent Jobs-Wanty/Wanty-Groupe Gobert                                 | Bélgica              | 2008-2015             |
| Ceramica Flaminia/Ceramica Flaminia-Bossini Docce                                                                                              | Italia/ Irlanda      | 2006-2010             |
| Cervélo Test Team | Suiza                | 2009-2010             |
| Vacansoleil Pro Cycling Team | Países Bajos         | 2009-2010             |
| ISD-Neri/Farnese Vini-Neri Sottoli/Vini Fantini-Selle Italia/Neri Sottoli/Southeast                                                            | Italia · Reino Unido | 2009-2015             |
| Besson Chaussures-Sojasun/Saur-Sojasun/Sojasun                                                                                                 | Francia              | 2009-2013             |
| Androni Giocattoli/Androni Giocattoli-Serramenti PVC Diquigiovanni/Androni Giocattoli/Androni Giocattoli-C.I.P.I./Androni Giocattoli-Venezuela | Italia               | 2010-2015             |
| Cofidis, Le Crédit par Téléphone/Cofidis, le Crédit en Ligne/Cofidis, Solutions Crédits                                                        | Francia              | 2010-2015             |
| Bbox Bouygues Telecom/Team Europcar | Francia              | 2010-2013             |
| Caja Rural/Caja Rural-Seguros RGA | España               | 2010-2015             |
| Team NetApp/Team NetApp-Endura/Bora-Argon 18                                                                                                   | Alemania             | 2010-2015             |
| CCC Polsat Polkowice/CCC Sprandi Polkowice | Polonia              | 2010-2011 y 2013-2015 |
| FDJ | Francia              | 2011                  |
| Geox-TMC | España               | 2011                  |
| Bretagne-Schuller/Bretagne-Séché Environnement                                                                                                 | Francia              | 2011-2015             |
| RusVelo | Rusia                | 2012-2015             |
| IAM Cycling | Suiza                | 2013-2014             |
| Cult Energy Pro Cycling | Dinamarca            | 2015                  |
| Nippo-Vini Fantini | Italia               | 2015                  |
| Team Roompot | Países Bajos         | 2015                  |

- En negrita los equipos en activo dentro de la categoría Profesional continental para la temporada 2015.

Para la lista completa de equipos UCI ProTeam, Profesionales Continentales y Continentales véase: Equipos 2015